# Долинське (Олександрійський район)
Доли́нське — село в Україні, у Попельнастівській сільській громаді Олександрійського району Кіровоградської області. Населення становить 250 осіб. Колишній центр Долинської сільської ради.

## Населення
Згідно з переписом УРСР 1989 року чисельність наявного населення села становила 354 особи, з яких 160 чоловіків та 194 жінки.
За переписом населення України 2001 року в селі мешкало 340 осіб.

### Мова
Розподіл населення за рідною мовою за даними перепису 2001 року:
| Мова       | Відсоток |
| ---------- | -------- |
| українська | 93,88 %  |
| молдовська | 5,83 %   |
| російська  | 0,29 %   |

## Відомі люди
Уродженцем села є Герой Радянського Союзу С. Х. Горобець (1913–1942).